# Dimophora antiqua
Dimophora antiqua là một loài tò vò trong họ Ichneumonidae.